# Cucullia pallidicolor
Cucullia pallidicolor là một loài bướm đêm trong họ Noctuidae.